# Aninoasa, Gorj
Aninoasa là một xã thuộc hạt Gorj, România. Dân số thời điểm năm 2002 là 4351 người.